# Conrado Hübner
Conrado Hübner Mendes é um jurista e professor universitário brasileiro, docente da Faculdade de Direito da Universidade de São Paulo (FDUSP). É também colunista da Folha de S.Paulo.
Foi finalista do 50.º Prêmio Jabuti (2008), na então existente categoria Direito, pelo livro Controle de Constitucionalidade e Democracia (Editora Elsevier, 2007). Em 2014, recebeu o Prêmio Victor Nunes Leal, da Associação Brasileira de Ciência Política (ABCP), pelo livro Constitutional Courts and Deliberative Democracy (Oxford University Press).

## Biografia
Conrado se graduou em Direito pela Pontifícia Universidade Católica de São Paulo (PUC/SP) em 1999. É mestre (2004) e doutor (2008) em Ciência Política pela Universidade de São Paulo (FFLCH-USP). E doutor em Direito pela Universidade de Edimburgo (UoE), título obtido em 2011. Mendes é dedicado a pesquisas sobre temas como a separação de poderes, controle de constitucionalidade, jurisprudência constitucional e o Supremo Tribunal Federal.
Em 2007 lançou o livro Controle de Constitucionalidade e Democracia (Editora Elsevier), que foi finalista no mesmo ano no 50.º Prêmio Jabuti, na então existente categoria Direito, que foi realizado em 2008.
Em 2010 recebeu menção honrosa no Prêmio Capes de Teses.
É autor da consagrada obra Constitutional Courts and Deliberative Democracy, publicada pela Oxford University Press em 2014, que recebeu o Prêmio Victor Nunes Leal, da Associação Brasileira de Ciência Política (ABCP).
Atuou também como Hart Fellow na Universidade de Oxford, Visiting Fellow no Instituto Max Planck de Heidelberg, Georg Forster Fellow na Universidade Humboldt e no Wissenschaftszentrum Berlin e Hauser Research Scholar na Universidade de Nova Iorque.

### Processos judiciais
Em maio de 2021, Augusto Aras (Antônio Augusto Brandão de Aras), procurador-geral da República, entrou com representação no Conselho de Ética da USP contra Mendes, após artigo e tweets chamando-o de "Poste Geral da República" e "servo do presidente".
Ainda em maio de 2021, o procurador-geral da República, Augusto Aras, ajuizou na 12ª Vara Federal Criminal da Justiça Federal de Brasília uma queixa-crime contra Conrado Hübner Mendes, por críticas feitas pelo professor e colunista à atuação do atual PGR. No processo, o procurador-geral cita a coluna "Aras é a antessala de Bolsonaro no Tribunal Penal Internacional", publicada por Mendes na Folha de S. Paulo, e publicações em redes sociais (tweets) onde o professor chama Aras de "Poste Geral da República" e "servo do presidente", que segundo Aras caracterizaria injúria. Aras alega também que a difamação estaria sendo configurada por ter sido acusado de ser "o grande fiador" da crise vivida no Brasil devido à pandemia de Covid-19.
Em julho de 2021, o ministro do Supremo Tribunal Federal (STF), Kassio Nunes Marques, acionou a Procuradoria-Geral da República (PGR) contra o professor Conrado Hübner Mendes. Kassio anexou no ofício o artigo "O STF come o pão que o STF amassou", publicado em abril, onde o colunista abordou a decisão do ministro de liberar celebrações religiosas no país em meio a medidas restritivas da Covid-19. De acordo o ministro, o professor "usou adjetivos considerados inadmissíveis" e fez afirmações "que podem configurar os crimes de calúnia, difamação e injúria".